# A merénylet (South Park)
A merénylet  (The Snuke) a South Park című rajzfilmsorozat 157. része (a 11. évad 4. epizódja). Elsőként 2007. március 23-án sugározták az Egyesült Államokban. Magyarországon 2008. május 23-án mutatta be az MTV. Az epizód egésze a 24 című televíziós sorozat paródiája.

## Cselekmény
|  | Alább a cselekmény részletei következnek! |

Mrs. Garrison osztályába új tanuló érkezik, az arab származású Bahir Hasszam Abdul Hakem. Cartman – aki szerint a legtöbb muszlim ember terrorista – egyből gyanakodni kezd, hogy Bahir csak azért jött South Parkba, hogy valamilyen merényletet kövessen el. Kyle azon a napon betegség miatt hiányzik az iskolából, ezért Cartman felhívja, hogy nézzen utána Bahirnak a MySpace nevű közösségi oldalon. Cartman még Barbrady őrmestert is felhívja, hogy valószínűleg terrortámadás fogja érni az iskola épületét, ezért a rendőrség evakuálja az egész iskolát. Butters eközben összebarátkozik Bahirral és áthívja hozzájuk játszani.
Cartman megint felhívja Kyle-t, hogy az interneten keresse meg neki, lesz-e valamilyen jelentősebb esemény a városban, mert szerinte a terroristák elterelő hadműveletként akarták felrobbantani az iskolát. Kyle gyorsan kideríti, hogy aznap Hillary Clinton kampánygyűlést tart South Parkban. Cartman most a CIA-t hívja, hogy terrorveszély miatt el kell halasztani a rendezvényt. Mivel Alan Thompson igazgatóval nem hajlandó információkat megosztani, Cartman magával George Bush amerikai elnökkel beszél. 
Hillary Clinton az autójában tudja meg, hogy terrortámadás várható a kampánygyűlésén, de ennek ellenére nem halasztja el azt. A politikus egyik beépített embere felhívja az orosz terroristákat, hogy tudnak a bombáról, ezért korábbra kell tenni a támadást, mert a bombát eredetileg Bostonban akarták felrobbantani. Cartman a gyűlésen újra felhívja Kyle-t és elindul Bahirék háza felé. A gyűlésen a bombakereső malac nukleáris anyagot észlel Hillary Clintonban – nyilvánvalóvá válik, hogy a „tasakos bomba” Hillary testében van, annak nemi szervébe beépítve. A CIA emberei is megérkeznek South Parkba, majd Cartmannel együtt indulnak megkeresni a detonátort. Kyle és Stan tovább kutakodik az interneten, és találnak egy orosz férfit, Vladimir Stolksky-t, aki egy régi kommunista. A férfi minden Hillary Clinton kampánygyűlésen ott volt, és videókat is töltött fel a YouTube-ra.
Eközben Cartmanék elfogják a Hakem családot – kivéve Bahirt – és elszállítják őket a rendőrségre, ahol kihallgatják őket. Mivel nem árulnak el semmit, Cartman drasztikusabb módszerekhez folyamodik; szellentéssel próbálja szóra bírni őket. Amikor megcsörren Mrs. Bahir telefonja, Cartman megtudja, hogy a fiú Buttersnél tartózkodik és elindul, hogy elfogja Bahirt. Bahir elmenekül és Cartman üldözőbe veszi az utcán, amikor az orosz terroristák elfogják őket. Az oroszok elárulják neki, hogy az USA legnagyobb ellenségének dolgoznak, az angoloknak. II. Erzsébet királyné egy 18. századbéli hajóflottát küldött Amerikára, hogy az angolok végre legyőzzék a „korona árulóit”. 
A CIA egyik embere próbálja megsemmisíteni a Hillary testében lévő bombát, de egy rejtélyes lény a művelet közben végez vele, így a bomba hatástalanításának kérdése függőben marad. Kyle-ék megtalálják az oroszok bázisát és behatolnak, ahol a kommandósok megölik az összes terroristát. Az amerikaiak repülőgépekkel lebombázzák az angol flottát, majd a királyné ezt látva öngyilkos lesz.
Az epizód végén Kyle összefoglalja a tanulságot, miszerint nem szabad másokat a származásuk alapján megítélni. Cartman viszont nem hajlandó bocsánatot kérni Bahirtól, mert azt állítja, hogy az ő előítéletei nélkül nem fedezhették volna fel a terrortámadást, ezért szerinte ebben az esetben „a túlbuzgóság és a rasszizmus mentette meg Amerikát”. Miután Bahir családja az események hatására elhagyja South Parkot, Cartmant ezt is a saját érdemeként éli meg.

## Utalások
- Amikor különböző kormányszervek egymás után foglalják el Kyle szobáját, utalás a Monty Python társulat népszerű „Argument Scketch” című jelenetére.
- Sok utalás van az epizódban a 24 című sorozatra. Az egész epizód 1 óra történését mutatja be, időnként megjelenik a pontos idő, pont úgy mint, a 24-ben. A telefonok is a 24 sorozatban megszokott csengőhanggal csörögnek.
- Az angol parancsnok karaktere utalás arra a sztereotípiára, miszerint minden angolnak rosszak a fogai.

## Érdekességek
- A királynő öngyilkosságát bemutató jelenet az Egyesült Királyságban kisebb botrányt kavart.[1][2]